# 楚奧特峰
46°44′08″N 10°15′47″E / 46.735421°N 10.262943°E

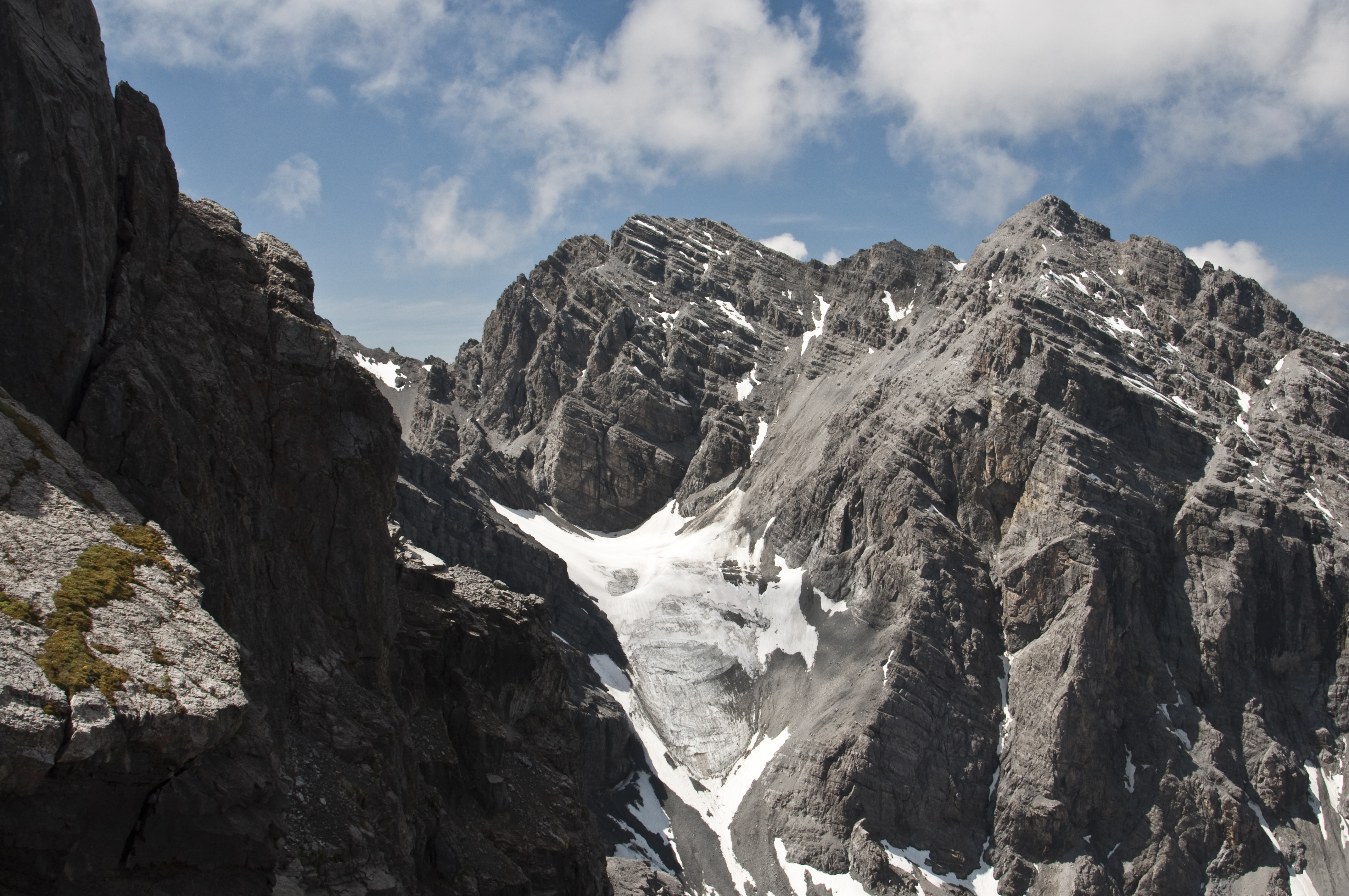

楚奧特峰（Piz Zuort），是瑞士的山峰，位於該國東南部，由格勞賓登州負責管轄，屬於塞斯文納山脈的一部分，海拔高度3,119米，每年平均降雨量1,367毫米。